# Уолдорф (город, Миннесота)
Уолдорф (англ. Waldorf) — город в округе Уосика, штат Миннесота, США. На площади 1 км² (1 км² — суша, водоёмов нет), согласно переписи 2002 года, проживают 242 человека. Плотность населения составляет 243,4 чел./км².
- Телефонный код города — 507
- Почтовый индекс — 56091
- FIPS-код города — 27-67756[1]
- GNIS-идентификатор — 0653730[2]